# Lebadea sumatrensis
Lebadea sumatrensis är en fjärilsart som beskrevs av Otto Staudinger 1886. Lebadea sumatrensis ingår i släktet Lebadea och familjen praktfjärilar. Inga underarter finns listade i Catalogue of Life.